# العلاقات السنغافورية الكورية الشمالية
العلاقات السنغافورية الكورية الشمالية هي العلاقات الثنائية التي تجمع بين سنغافورة وكوريا الشمالية.

## مقارنة بين البلدين
هذه مقارنة عامة ومرجعية للدولتين:
| وجه المقارنة                                              | سنغافورة                                                             | كوريا الشمالية                        |
| --------------------------------------------------------- | -------------------------------------------------------------------- | ------------------------------------- |
| المساحة (كم2)                                             | 719                                                                  | 120.54 ألف                            |
| عدد السكان (نسمة)                                         | 5.89 مليون                                                           | 25.49 مليون                           |
| الكثافة السكانية (ن./كم²)                                 | 819.19 ألف                                                           | 211.47                                |
| العاصمة                                                   | سنغافورة                                                             | بيونغيانغ                             |
| اللغة الرسمية                                             | لغة إنجليزية، اللغة الملايو، اللغة الصينية القياسية، اللغة التاميلية | لغة كوريا الشمالية القياسية ‏          |
| العملة                                                    | دولار سنغافوري                                                       | وون كوري شمالي                        |
| الناتج المحلي الإجمالي (بليون دولار)                      | 323.91 مليار                                                         |                                       |
| الناتج المحلي الإجمالي (تعادل القوة الشرائية) بليون دولار | 472.59 مليار                                                         |                                       |
| الناتج المحلي الإجمالي الاسمي للفرد دولار أمريكي          | 52.89 ألف                                                            |                                       |
| الناتج المحلي الإجمالي للفرد دولار أمريكي                 | 82.76 ألف                                                            |                                       |
| مؤشر التنمية البشرية                                      | 0.925                                                                |                                       |
| رمز المكالمات الدولي                                      | +65                                                                  | +850                                  |
| رمز الإنترنت                                              | .sg                                                                  | .kp                                   |
| المنطقة الزمنية                                           | ت ع م+08:00، توقيت سنغافورة المنسق ‏                                  | ت ع م+08:30، ت ع م+08:30، ت ع م+09:00 |

## مدن متوأمة
في ما يلي قائمة باتفاقيات التوأمة بين مدن سنغافورية وكورية شمالية:
- ترتبط سنغافورة مع بيونغيانغ باتفاقية توأمة.

## منظمات دولية مشتركة
يشترك البلدان في عضوية مجموعة من المنظمات الدولية، منها:
| علم المنظمة | اسم المنظمة                   | تاريخ انضمام سنغافورة | تاريخ انضمام كوريا الشمالية |
| ----------- | ----------------------------- | --------------------- | --------------------------- |
|             | يونسكو                        | 8 أكتوبر 2007         | 18 أكتوبر 1974              |
|             | الاتحاد البريدي العالمي       | ?                     | ?                           |
|             | الاتحاد الدولي للاتصالات      | 22 أكتوبر 1965        | ?                           |
|             | الأمم المتحدة                 | 21 سبتمبر 1965        | 17 سبتمبر 1991              |
|             | المنظمة الهيدروغرافية الدولية | ?                     | ?                           |
|             | منتدى آسيان الإقليمي ‏         | ?                     | ?                           |

## وصلات خارجية
- موقع وزارة الخارجية السنغافورية
- موقع وزارة الخارجية الكورية الشمالية